# Марлоу, Уильям
Уильям Марлоу (англ. William Marlow, 1740[…], Саутуарк — 14 января 1813[…], Твикнем, Большой Лондон) — британский пейзажист, маринист и гравер.

## Биография
Марлоу родился в Саутуорке в Лондоне. Пять лет учился на мариниста у Самуэля Скотта, а также в лондонской St. Martin’s Lane Academy.
Стал членом Объединённого общества художников и с 1762 по 1764 год участвовал в выставках общества в Спринг-Гарденс. Ему заказывали изображения загородных домов.
С 1765 по 1768 год Марлоу по совету герцогини Нортумберлендской путешествовал по Франции и Италии. После возвращения в Великобританию он возобновил своё участие в Обществе художников и поселился на площади Лестер в Лондоне.
В 1788 году Марлоу перебрался в Туикенем, стал выставляться в Королевской академии, регулярно посылая свои работы вплоть до 1796 года, а потом, после перерыва, и в 1807 году (когда он послал картину «Туикенемский паром при лунном свете» — Twickenham Ferry by Moonlight).
Марлоу умер в Туикенеме 14 января 1813 года.

## Творчество

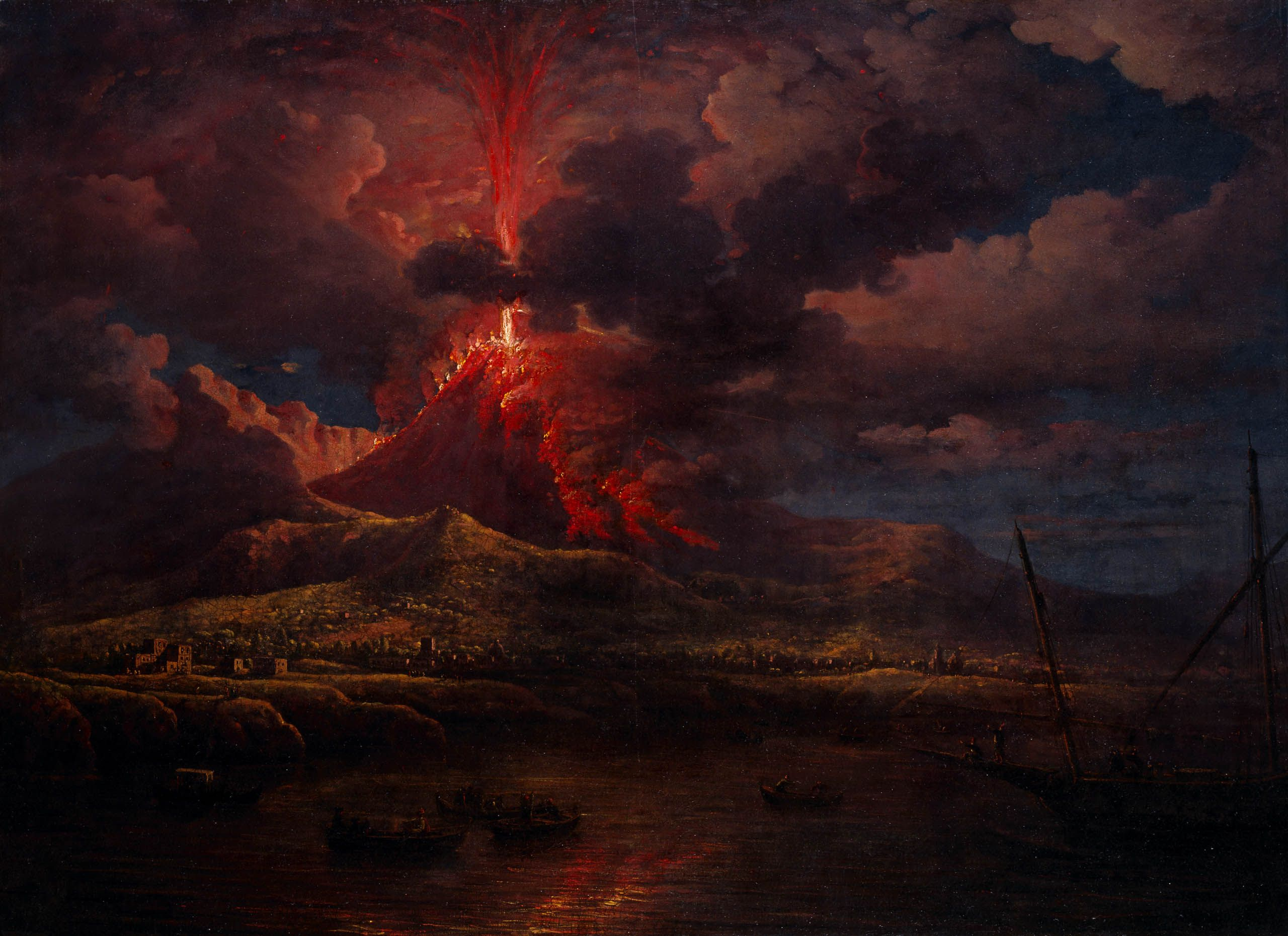
«Ночное извержение Везувия» (1768)

Марлоу работал маслом и акварелью, рисовал морские и пейзажные сцены; на него повлияло творчество Ричарда Уилсона и Каналетто. Согласно критике, «его картины изящны, но лишены особой силы, а его владение акварелью не продвинулось дальше тонировки». Другой критик писал: «его акварели по манере исполнения довольно слабы, но его виды Темзы правдоподобны и тонко окрашены». Его сюжетами в основном были британские сельские сцены, но также он нарисовал несколько картин по своим итальянским наброскам и некоторые из них вытравил, как и некоторые виды Темзы. Были также сделаны гравюры по его видам мостов у Вестминстера и Блэкфрайарса.
Марлоу внес вклад в альбом акварелей, иллюстрирующих проекты Уильяма Чеймберса для зданий и улучшений в Kew Gardens. В 1763 году изображения были выгравированы и опубликованы в сборнике «Планы, фасады, разрезы и перспективные виды садов и зданий Кью в Суррее, резиденции Её Королевского Высочества, вдовствующей принцессы Уэльской» . В 1795 году его бывший ученик Джон Кертис опубликовал шесть итальянских видов Марлоу.
На картине маслом под названием «Каприччио: Святой Павел и Венецианский канал» — St Paul's and a Venetian Canal (около 1795 г.), которая сейчас находится в коллекции галереи Тейт, Марлоу создал архитектурную фантазию, в которой собор Рена был перенесен в итальянский город.
Марлоу выставлял все 152 работы — 125 в Обществе художников, 2 — в Свободном обществе художников и 25 — в Королевской академии.
Многие из работ Марлоу находятся в Government Art Collection и в Галерее Тейт, некоторые — в региональных британских галереях, например, в Музее и художественной галерее Дерби, один пейзаж «Прибрежный вид» есть в собрании Государственного Эрмитажа.

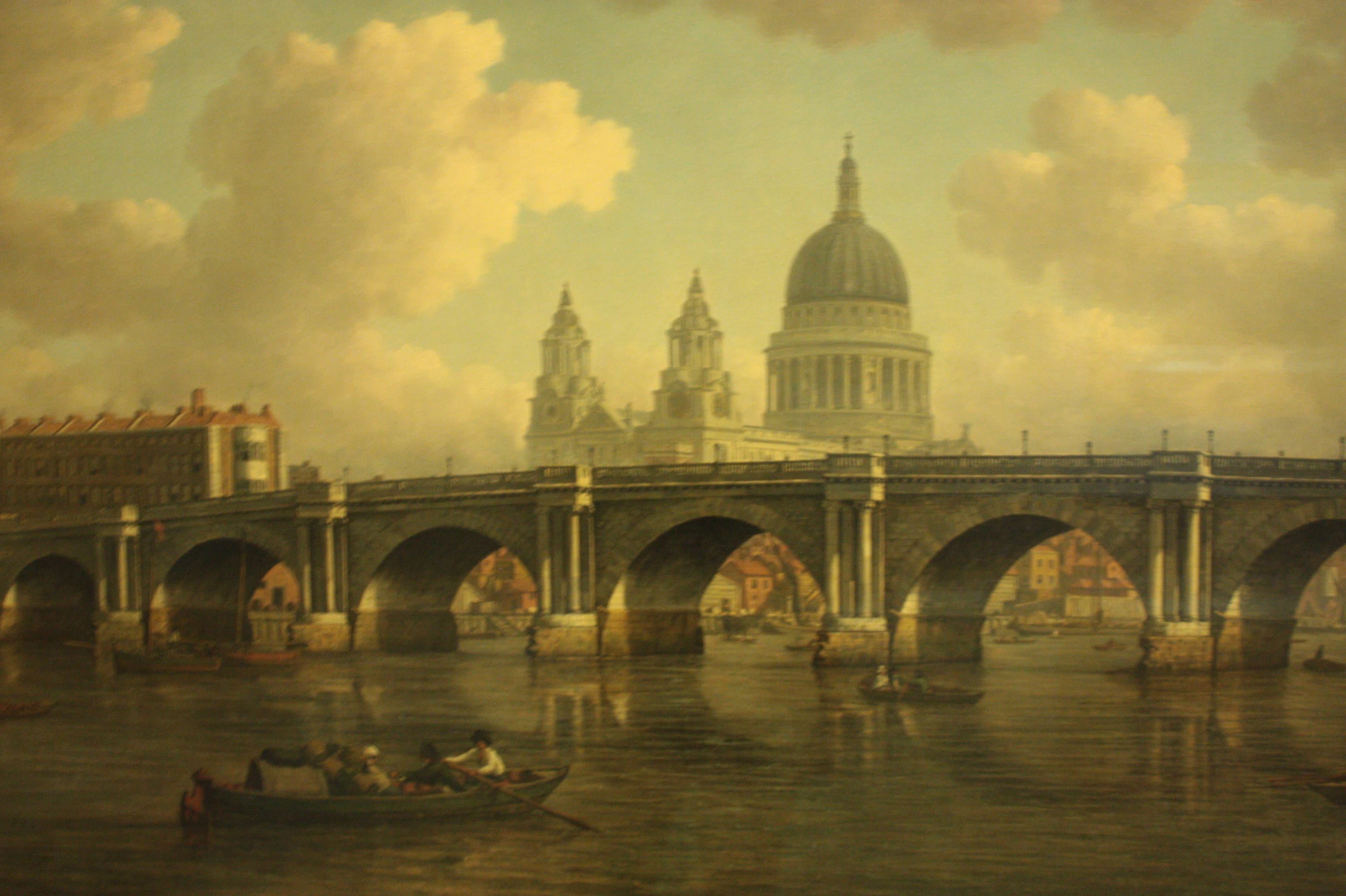
Мост Блэкфрайерс и Собор Святого Павла, Уильям Марлоу, 1788, Галерея Гилдхолл, Лондон
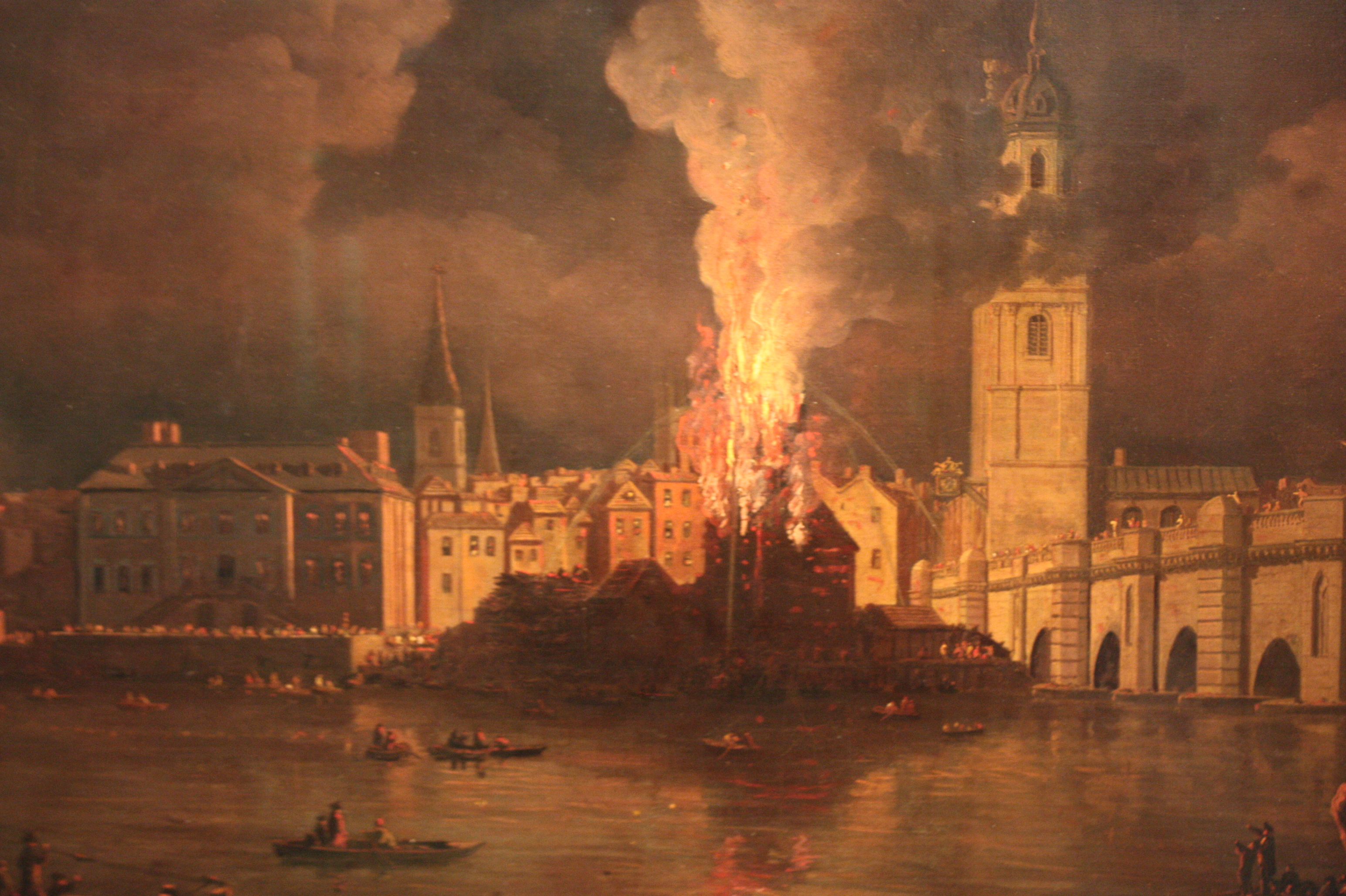
Водопровод на Лондонском мосту в огне, 1779, Уильям Марлоу, Галерея Гилдхолл, Лондон
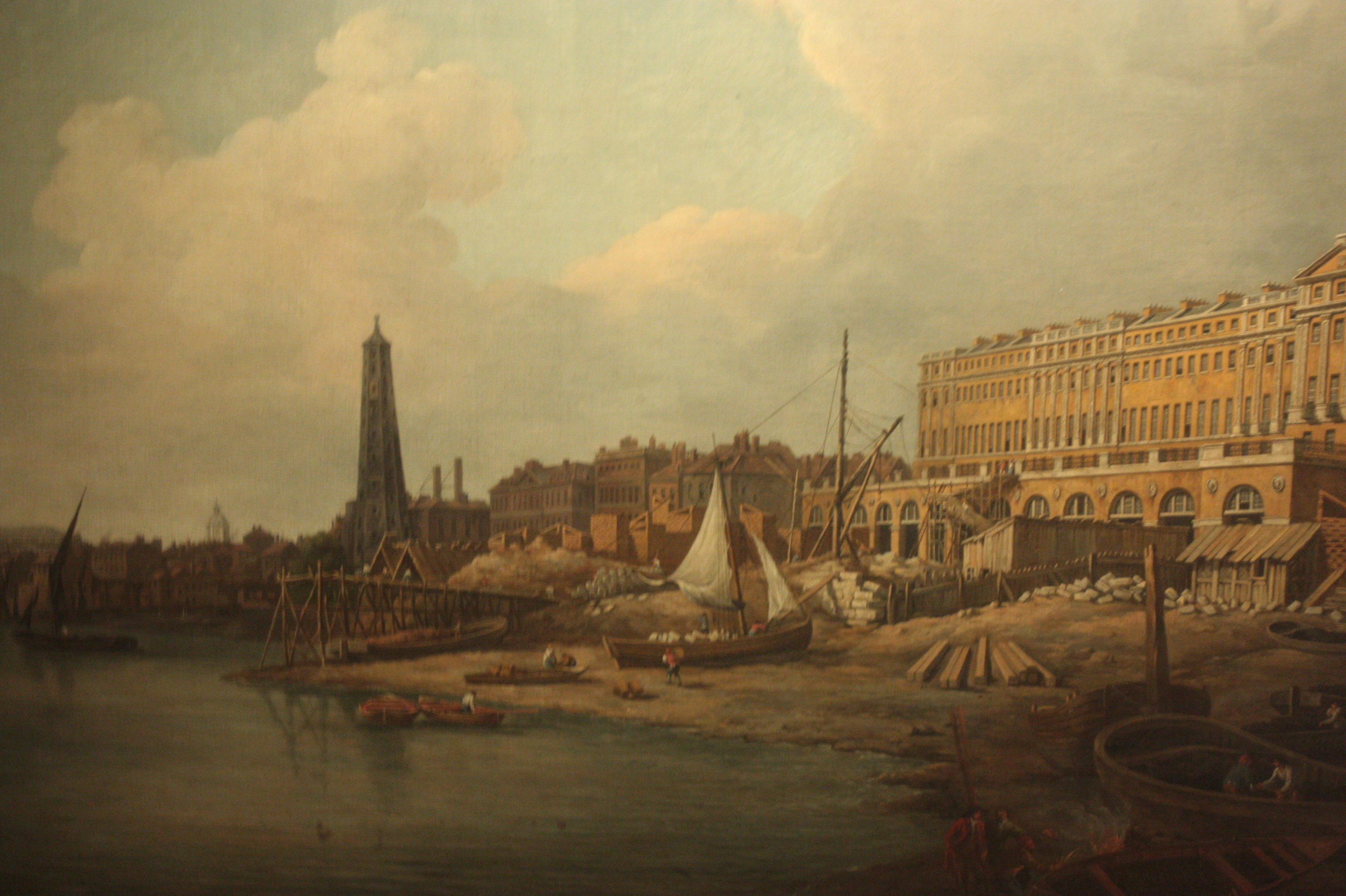
Вестминстерская набережная, Уильям Марлоу, 1771 год